# РУС-1
РУС-1 (радиоулавливатель самолётов — первый), «Ревень» — первый советский серийный радиолокатор. Принят на вооружение в 1939 году, использовался войсками ВНОС РККА. Произведено 45 комплектов.

## История разработки
В связи с появлением и развитием в начале XX века нового рода войск — боевой авиации, перед военными встал вопрос обнаружения самолётов и целеуказания по ним для защиты войск и гражданских объектов. К существующим оптическим системам обнаружения и целеуказания добавились звукоулавливатели, велось исследование принципов обнаружения самолётов по тепловому излучению работающего двигателя. В 1930-е годы начались разработки первых систем обнаружения самолётов при помощи радиоволн. В отличие от других методов, этот имел большое преимущество: он практически не зависел от времени суток и метеорологических условий.
В СССР радиолокацией начали заниматься с начала 1930-х годов. В январе 1934 года в Ленинграде был успешно произведён опыт по обнаружению находящегося в воздухе самолёта по отражённым от него радиоволнам — тем самым была доказана принципиальная возможность радиолокации. В феврале 1934 года ПВО РККА заключило договор с ЛЭФИ на создание аппаратуры радиообнаружения. В том же году ЛЭФИ представил для испытаний установку «Рапид». Установка состояла из передатчика и приёмника. Передатчик испускал луч, направленный в сторону приёмника, располагавшегося на расстоянии 10—70 километров от него. При пересечении самолётом этого луча приёмная аппаратура его обнаруживала. Похожим образом работала созданная в НИИИС КА система «Ревень». В 1937 году она прошла первые испытания, в 1938 начато изготовление опытной партии. По результатам войсковых испытаний 1939 года система была принята на вооружение под названием РУС-1. До начала Великой Отечественной войны изготовлено 45 комплектов РЛС. После появления в армии более совершенных образцов производство было прекращено.

## Описание
Комплект одной станции включал в себя два приёмника и передатчик, каждый из которых был установлен на автомобиле. Приёмники устанавливались на прямой в противоположных сторонах от передатчика, на расстоянии 30—40 км от него.
Передатчик излучал направленный радиолуч, при пересечении которого самолёт обнаружился приёмником по биениям прямого и отражённого сигналов. Установка нескольких станций создавала линию длиной в сотни километров, при пересечении которой самолёт обнаруживался.
Передатчик мощностью 300 Вт работал в диапазоне волн 3,6—4 метров (75—83 МГц), на десяти рабочих частотах с шагом 10 кГц. Собран по однокаскадной схеме двухтактного генератора на лампах Г-165. Антенны передатчика полуволновые, с 25-градусной диаграммой направленности в горизонтальной плоскости. Приёмник супергетеродиного типа, полоса пропускания усилителя промежуточной частоты 6 кГц.

## Эксплуатация
Осенью 1939 года РУС-1 испытывали на Чёрном море, для выявления возможности использования их в ПВО военно-морских баз (ВМБ). Станции располагали на берегу, на судах и баржах. По результатам опытов была показана целесообразность использования станции для защиты ВМБ.
Первые серийные радиолокационные станции были установлены вдоль советско-финской границы около Ленинграда и применялись в советско-финской войне 1939—1940 годов. Из-за близкого расположения системы к городу после получения ПВО Ленинграда данных о вражеских самолётах воздушная оборона не успевала подготовиться к отражению финского авианалёта. С продвижением советских войск на Карельском перешейке были созданы две полосы обнаружения. Сведения об обнаруженных самолётах передавались на командный пункт ВНОС Ленинградского корпуса ПВО.
По окончании войны в апреле 1940 года станции с Карельского перешейка были перебазированы в Закавказье, где их предполагали использовать для отражения возможных авианалётов англичан на бакинские нефтепромыслы. Весной 1941 года несколько РЛС были установлены для обороны Таллина. Перед Великой Отечественной войной РУС-1 также были развёрнуты под Ленинградом и под Москвой. В войну станции использовались в основном в ПВО Закавказья и Дальнего Востока.

## Использованная литература и источники
1. ↑  Лобанов М. М. Глава 2 // Начало Советской радиолокации. — М.: Советское радио, 1975. — 288 с. Архивировано 9 апреля 2009 года.
2. 1 2 3  Лобанов М. М. Глава 3 // Начало Советской радиолокации. — Москва: Советское радио, 1975. — 288 с. Архивировано 9 апреля 2009 года.
3. ↑  Лобанов М. М. Глава 2 // Развитие советской радиолокационной техники. — Москва: Воениздат, 1982. — 239 с.
4. ↑  Лобанов М. М. Глава 4 // Начало Советской радиолокации. — Москва: Советское радио, 1975. — 288 с. Архивировано 9 апреля 2009 года.
5. ↑  C.Иванов. Проверенный в боях — «Редут» на страже неба. Архивировано 24 сентября 2011 года.
6. ↑  Невдачин А. Балтийские зенитчики. — Таллин: Ээсти раамат, 1981. — С. 225. — 256 с.
7. ↑  Л.Семёнов. «Радиолокационное поле» боя. Архивировано 23 марта 2009 года.